# Arancon
Arancon (en francès i oficialment Arancou), és una comuna de la Baixa Navarra, un dels set territoris del País Basc, al departament dels Pirineus Atlàntics i a la regió de la Nova Aquitània. Limita amb les comunes de Akamarre al nord-oest, Labastide-Villefranche a l'est i Burgue-Erreiti al sud-oest.

## Turisme
Destaca l'Església de la Nostra Senyora d'Arancon, del segle xiii, ambn un destacable portal gòtic. Classificada Monument històric i situada al Camí de Santiago, a la Via Turonensis.

## Demografia
| 1901 | 1962 | 1968 | 1975 | 1982 | 1990 | 1999 |
| --- | ---- | ---- | ---- | ---- | ---- | ---- |
| 270 | 192  | 145  | 124  | 122  | 122  | 108  |
| A partir de 1962, el cens té en compte la població resident definida com a "Population sans doubles comptes" per l'INSEE |      |      |      |      |      |      |